# كين تومسون (لاعب كرة قدم)
كين تومسون (بالإنجليزية: Ken Thompson)‏ (1 مارس 1945 بإبسوتش في المملكة المتحدة - ) هو لاعب كرة قدم بريطاني في مركز الوسط. لعب مع إيبسويتش تاون ويوفل تاون ونادي إكزتر سيتي.